# Sarah Michael
Sarah Michael (* 22. Juli 1990 in Ibadan, Nigeria) ist eine nigerianische Fußballspielerin.

## Karriere
Michael begann ihre Karriere 2004 mit den Summer Queens FC und wechselte mit 15 Jahren zu den Ebony Queens FC. 2008 wurde sie in die Profi-Mannschaft der Ebony Queens befördert und wechselte nach 2 ½ Jahren im Juli 2009 zum schwedischen Verein Piteå IF. Nachdem sie in den ersten fünf Monaten nur zu sechs Einsätzen kam, bei denen sie ein Tor für Piteå IF erzielte, wechselte Michael im Januar 2010 zu Djurgårdens IF. Nach dem Wechsel zum Djurgårdens IF erzielte sie in 19 Spielen sieben Tore. Im Januar 2011 verließ sie Djurgårdens IF und wechselte zum Ligarivalen KIF Örebro.

## Internationale Karriere
Im Jahr 2008 nahm Michael für Nigeria an der U-20-Fußball-Weltmeisterschaft der Frauen in Chile und an den Olympischen Sommerspielen 2008 in Peking teil. Bei der Fußball-Weltmeisterschaft der Frauen 2011 vertrat sie ihr Land beim Turnier in Deutschland.